# Diamantes para la eternidad (novela)
Diamantes para la eternidad es la cuarta novela de la serie de James Bond de Ian Fleming. Fue publicada primeramente por Jonathan Cape en el Reino Unido el 26 de marzo de 1956 y la primera tirada de 12.500 copias fue vendida rápidamente. La historia se centra en cómo James Bond, un agente del servicio secreto británico, cierra una operación de contrabando de diamantes que comienza en las minas de diamantes de Sierra Leona y termina en Las Vegas. En el camino Bond conoce y se enamora de una de los miembros de la banda de contrabandistas, Tiffany Case.
La novela recibió críticas ampliamente positivas en el momento de publicación y fue serializada en el periódico Daily Express, en primer lugar de forma abreviada, en varias partes y luego como una tira cómica. En 1971 fue adaptada como la séptima película Bond en la serie y fue la última película de Eon Productions que protagonizara Sean Connery como James Bond.

## Argumento
El agente del servicio secreto británico James Bond, 007, es enviado en una misión por su superior, M. Actuando sobre la base de información recibida de la "rama especial", M encarga a Bond la misión de infiltrarse en una red de contrabando que trafica con diamantes de las minas de Sierra Leona a los Estados Unidos. Bond debe infiltrarse cuanto pueda en la red para descubrir a los contrabandistas. Usando la identidad de Peter Franks, un ladrón de casas convertido en contrabandista de diamantes, conoce a Tiffany Case, un atractiva intermediaria que desarrolló una antipatía hacia los hombres después de ser violada cuando era adolescente.
Bond descubre que el contrabando es operado por "The Spangled Mob", una despiadada banda mafiosa americana dirigida por los hermanos Jack y Seraffimo Spang. Bond viaja desde Londres a Nueva York, donde es instruido por Shady Tree para poder ganar sus honorarios a través de apuestas en una carrera de caballos amañada cerca de Saratoga. En Saratoga Bond se encuentra con Felix Leiter, un exagente de la CIA que ahora trabaja en Pinkerton como detective privado que investiga carreras de caballos amañadas. Leiter soborna al jockey para asegurar el fracaso del plan para arruinar la carrera. Cuando Bond va para pagar el soborno, es testigo de cómo dos matones homosexuales, Wint y Kidd, atacan al jockey.
Bond llama a Shady Tree para investigar más sobre su pago y éste le dice que vaya al Tiara Hotel en Las Vegas. El hotel es propiedad de Seraffimo Spang y funciona como la sede de The Spangled Mob. Spang también es propietario de un viejo pueblo fantasma del oeste llamado "Spectreville", restaurado para ser su retiro de vacaciones privadas. En el hotel, Bond finalmente recibe su pago a través de una partida de blackjack amañada en la cual el crupier es Tiffany Case. Sin embargo, desobedece sus órdenes al seguir jugando en el casino después de ganar el dinero que se le debía. Spang sospecha que Bond puede ser un infiltrado por lo que lo captura y lo tortura. Pero con ayuda de Tiffany se escapa de Spectreville a bordo de una dresina, Seraffimo Spang lo persigue a bordo de un viejo tren del oeste. Bond enruta el tren hacia una vía lateral y dispara a Spang antes del choque resultante. Asistidos por Leiter, Bond y Case se dirigen vía California a Nueva York, donde abordan el transatlántico RMS Queen Elizabeth para viajar a Londres. Sin embargo, Wint y Kidd observan su embarco y los siguen a bordo. Ellos secuestran a Case con la intención de matarla y arrojarla al agua, pero Bond la rescata y mata a los dos gánsters; por precaución, lo hace parecer como que uno mató al otro simultáneamente.
Case posteriormente informa a Bond de los detalles de la red. Comienza en África donde un dentista pagaría a mineros para que contrabandeen diamantes en sus bocas, los cuales extraería durante una cita rutinaria. A partir de ahí, el dentista tomaría los diamantes y se encontraría con un piloto de helicóptero alemán. Eventualmente los diamantes irían a París y de allí a Londres. Allí, después de recibir instrucciones por teléfono de un contacto conocido como ABC, Case entonces se encotraría con una persona para explicar cómo llevar los diamantes a la ciudad de Nueva York. Después de regresar a Londres, Bond vuela hacia Freetown en Sierra Leona y luego a donde el próximo encuentro de diamantes se llevaría a cabo. Con el colapso del resto de la red, Jack Spang (quien resulta ser el misterioso ABC) "cierra" su red de contrabando de diamantes matando a sus participantes. Spang finalmente muere cuando Bond derriba su helicóptero.

## Comparación con la película
- En la película los diamantes contrabandeados provienen de Sudáfrica y no de Sierra Leona aunque en la película Die Another Day, también de la serie de Bond, los diamantes si provienen de Sierra Leona.
- Tiffany Case no le tiene aversión a los hombres ya que mantiene relaciones en varias ocasiones con Bond.
- El archienemigo de Bond, Ernst Stavro Blofeld es quien encabeza el contrabando de diamantes con el fin de construir un potente láser satelital para cobrar extorsión a las naciones a cambio de no destruir bases nucleares, submarinos, etc.
- El RMS Queen Elizabeth es visto y usado como base encubierta del MI6 en la película El hombre de la pistola de oro, también de la saga de Bond.
- Se le muestra cercanía a los asesinos Wint y Kidd casi confirmándose la homosexualidad entre los dos.
- Bond asesina a Wint y a Kidd en un barco que es cortesía del multimillonario Willard Whyte por haber detenido a Blofeld
- La red de contrabando si es mostrada aunque mas la honestidad de los obreros quienes no roban los diamantes siendo cobijados por la seguridad social de las minas.
- Los diamantes son movidos por un dentista el cual se encontraría con un piloto alemán, aunque en la película se muestra que los diamantes así se mueven legalmente, mientras que tanto el dentista como el piloto son asesinados por Wint y Kidd quienes si contrabandean los diamantes y el helicóptero destruido también por los asesinos.

- Datos: Q659731
- Multimedia: Diamonds Are Forever (novel) / Q659731